# Megachile holomelaena
Megachile holomelaena är en biart som beskrevs av Cockerell 1917. Megachile holomelaena ingår i släktet tapetserarbin, och familjen buksamlarbin. Inga underarter finns listade i Catalogue of Life.